# 落花流水 (漫画)
『落花流水』（らっかりゅうすい）は、真田一輝による日本のストーリー4コマ漫画作品である。『まんがタイムきららMAX』（芳文社）にて、2005年1月号から2015年4月号にかけて連載された。本作は作者が2003年10月に同人誌で発表した創作作品が元になっており、当時は4コマ漫画ではなかった。ドラマCDなどは現在2枚発売されている。

## 作品概要
桜庭女子高校の合格発表日、葉山秋穂は合格を喜ぶのも束の間、学校伝統の部員勧誘合戦に巻き込まれる。そして何とか逃げ延びた先で弓道部長の帆風水夏に出会い、弓道部へと誘われる。水夏に一目惚れした秋穂は弓道部に入部し、同級生の草場春河や顧問の霜月真冬と共に楽しい学校生活を送ることになる。物語の季節は変化があり、3巻で一度進級が行われているが、それ以降は春を迎えても登場人物の学年に変化はない。

## 主な登場人物
※声はドラマCD版のもの。

### 桜庭女子高校

#### 弓道部
葉山 秋穂（はやま あきほ）
声：中原麻衣
主人公で高校1年生→2年生の弓道部員。弓道歴は高校入学後からだが昇段審査に合格し現在初段。腕前はそこそこで、4連の継ぎ矢（的に既に刺さっている矢に、新たに放った矢が刺さる事）という奇跡的な技を偶然とはいえ達成した。
性格は天然ボケで、長い黒髪を赤いリボンでポニーテールにまとめている。また貧乳であることを気にしている。
初めて会った時から水夏に憧れ、想いを寄せているが相手にされていない。水夏のことになるとよく暴走し、耳と尻尾が生え夜目が利くようになったり（狼化）、興奮して大量の鼻血を吹き出す。
住んでいるマンションはペット禁止だが、水夏が拾った猫のもかを他の住人には内緒で飼っている。
帆風 水夏（ほかぜ みなつ）
声：遠藤綾
秋穂たちの先輩で、高校2年生→3年生の弓道部長。錬士である父の影響もあり弓道歴は長く段位は四段で、地区大会を連覇したり全国3位になるほどの腕前。
髪は青色でショートボブ。真面目で責任感が強い。普段は凛としているが可愛いものに目がなかったりお化けが怖かったりと少女らしい一面をもち、「もか」を溺愛している。端整な顔立ちのため非常に女子から人気があり、バレンタインデーの狂騒で機動隊が来たほどである。
草場 春河（くさば はるか）
声：松岡由貴
秋穂のクラスメイトで、高校1年生→2年生の弓道部員。弓道歴は3年。秋穂と同時に初段を取得した。動く的に当てるのは得意だがそれ以外はほとんど的中しない。
髪は金色のセミロング。元気で豪放な性格をしており、馬を借りてきて流鏑馬をしようとするなど、マイペースなトラブルメーカー。
学業の成績は非常に悪く、バレンタインデーには教師にチョコをあげて懐柔しようとした。
五条 夕（ごじょう ゆう）
声：沢城みゆき
高校3年生になって桜庭女子高校に編入してきた病弱少女。ロングヘアでアホ毛が生えている。
桜の木の下で寝ていた (?) ところを秋穂たちに助けられ、その際に弓道部に入部。
実家についてはかなりの富豪であり上流階級の令嬢としての上品な雰囲気を持ち合わせている。ただし、性格は凄く天然ボケが入っている。暁とは幼馴染であり、暁からの友情以上の想いを素直に受け入れている。家業については詳細は伏せられているが、ヤクザの親分一家であるかのような描写が多数あり、作中でも何度かネタにされている。イタリアに滞在していた頃に服飾を習い、防弾・防刃加工もできる。
綾瀬 暁（あやせ あかつき）
声：生天目仁美
高校2年生。夕の幼馴染。洋弓部だったが夕の後を追う形で弓道部に入部し、兼部する。
運動神経は抜群である。一人称は俺で言葉遣いは男っぽく、ショートヘアの貧乳である。
天然ボケで危なっかしい夕の保護者的な立場を自覚しているが、友情を越えた想いを持っているため、基本的に頭があがらない。

#### 教諭
霜月 真冬（しもつき まふゆ）
声：金田朋子
桜庭女子高校の化学教師で、25歳の弓道部顧問。秋穂達が進級後に秋穂のクラスの担任となる。怪しげな薬を自作しており（薬事法違反）、発覚を恐れ病院に行かず気管支炎で長く休んでいた。
髪は茶色で頭頂部の左（向かって右）をボンボンで縛りまとめている。
性格は子供っぽく無邪気だが、おばさんくさい言動もする。見た目は小学生くらいだが年齢や腹部の贅肉はれっきとした大人で、時折古い世代の話を振る。非力なため弓力は4キログラム重で最高飛距離も3メートルに過ぎない。
両親は普通の背格好だが、祖母は真冬同様見た目が幼い。ふぐ調理師の免許を持っている。
平田（ひらた）
桜庭女子高校の若い男性教諭。ツンツン黒髪。正直すぎる言動が逆に災いとなる。

#### その他の生徒
結城（ゆうき）
桜庭女子高校洋弓部部長。家業は和弓・洋弓を扱う弓具店「ヒノデ弓具」でたまに手伝っている。弓道経験者だが競技性の高いアーチェリーを選んだ。
暁が夕へ送信する予定のメールを誤爆したため弱みを握っている。

### 日工大付属高校

#### 弓道部
ジェーン・マグワイア
高校3年生。弓道部部長。腰の位置よりも長い金髪を後頭部で束ねている。10歳でアメリカから来日し、その後は日本に住み弓道を始めた。当時から大会で見かけた水夏を尊敬し、目標にするようになった。弓道は大会の入賞歴もあるほどの腕前だが水夏に敗北する。時代劇や落語などの鑑賞が趣味で、くさやや納豆なども好物であるという。弓道のことも踏まえて、秋穂曰く「並の日本人より日本人らしい」。水泳が苦手。
雅は親友で一番の理解者であるが、よくいじられている。
実は1巻の大会出場時、モブ的に登場している。そのさい「三年生」と表記されているのだが、7巻の登場人物紹介では3年生と表記されているため、設定（少なくとも1年の時間経過があるため）に矛盾が生じている。
吉川 千尋（よしかわ ちひろ）
高校2年生。ジェーンに憧れて冴香を巻き込んで弓道部に入るがすでに飽きている。お調子者でいい加減な性格。運動も学業も下の上。
大野 冴香（おおの さえか）
高校2年生。千尋に巻き込まれて弓道部に入部したが真面目に取り組んでいる。千尋の世話役。几帳面なクラス委員長。
武藤 玲（むとう れい）
高校2年生。ショートヘアで見た目はボーイッシュ。普段は常識人だがかなりのマイペース。千尋と冴香の関係を観察してはニヤニヤしている。

#### 茶道部
桜井 雅（さくらい みやび）
高校3年生。茶道部部長。ジェーンの親友であり一番の理解者。本人はジェーンにとっての「帰る場所」でありたいと思っている。ジェーンに対してはサディスティックで、いじめることが一番の楽しみであり、それは彼女なりの親愛の表現でもある。普段は人当たりのいい優等生。

### その他
松来 霧香（まつき きりか）
水夏が街に買い物に出ている時に出会った迷子の少女で、小学校2年生。性格を除けば背格好から何から真冬にそっくりである。
初登場時の性格は虚栄心が強かったが、迷子の時に一緒にいた水夏の優しさに気持ちがある程度氷解した。2度目の登場時には水夏の髪型に合わせて髪を切るなど水夏に想いを寄せている。秋穂同様に耳と尻尾が飛び出て狼化し、水夏を巡って秋穂と争う末恐ろしい百合幼児。両親共働きで父は単身赴任中で不在。母親はパチンコ狂いで娘と真冬の区別もつかない。
水夏の父
水夏の弓の師で錬士。人当たりの穏やかな人格者。県警の本部長で県の弓道連盟役員でもあり、昇段試験の審査にも参加している。弓道では娘を厳しく指導したが、猫の「もか」に会わせてほしがるなど娘と同じ趣味も持つ。普通は子供並みにしか見えない顧問の真冬を初対面で教師と見抜き、その眼力から錬士とは仙人のような存在かと秋穂たちを驚かせた。
はーさんとノンち
秋穂の中学時代の友人。2巻描き下ろしページに登場した後、4巻にて再登場する。はーさんはメガネをかけたショートカット、ノンちの髪型は2巻の回想ではショートポニーだったが再登場した際には髪を伸ばしていた。回想時では秋穂の前で平然とキスをしていたが、はーさんは「単なる親愛の表現」と言っている。

## 主な舞台
桜庭女子高校（さくらばじょしこうこう）
部活動が盛んで、合格発表の日から強引な新人勧誘が行なわれている。
連載開始時の弓道部は貧乏で射場に屋根がなく書割で誤魔化していたことがあったが第5話で行なわれた大会で優秀な成績を修めたため、第7話で屋根つきの道場が新築された。ただしその道場も床に置いた球状の髪留めの一部が転がるなどの欠陥建築であることが判明し、現在学校が業者と高裁で裁判中。無名の弓道部員はいるがまず登場しない。
弓道部以外にも多くの部や生徒がいるが、部のPCに怪しい個人データを隠し持つパソコン部や、春には新入部員獲得のため大型ポリバケツに新入生を閉じ込めて拉致する部も存在するなど、春河や霜月先生並みに裏工作を行う生徒も多いと思われる。

## 書誌情報等

### 掲載誌
- まんがタイムきららMAX（芳文社） 2005年1月号 - 2015年4月号
- まんがタイムきらら 2006年5月号（ゲスト）
- まんがタイムきららキャラット 2006年6月号（ゲスト）
- まんがタイムきららフォワード 10号（ゲスト）

### 単行本
芳文社より「まんがタイムKRコミックス」として刊行されている。カバー下に描き下ろしイラスト、巻末には後書きが掲載されている。
1. 2006年4月27日発売 ISBN 978-4-8322-7573-7
2. 2007年4月26日発売 ISBN 978-4-8322-7627-7
3. 2008年5月27日発売 ISBN 978-4-8322-7698-7
4. 2009年3月26日発売 ISBN 978-4-8322-7789-2
5. 2010年5月27日発売 ISBN 978-4-8322-7914-8
6. 2011年8月27日発売 ISBN 978-4-8322-4058-2
7. 2012年11月27日発売 ISBN 978-4-8322-4224-1
8. 2014年2月27日発売 ISBN 978-4-8322-4406-1
9. 2015年3月27日発売 ISBN 978-4-8322-4543-3

また、2007年7月25日に芳文社KR文庫よりノベライズ作品『落花流水ノベル 花落知多少〜花 落つること 知る 多少〜』が発売された。秋月ひろ・著。ISBN 978-4-8322-0255-9。

### ドラマCD
ともにフロンティアワークスより発売。
- ドラマCD 落花流水 - 2009年3月25日 品番 FCCC-144
  - 内容：オリジナルストーリー2話+α・出演声優のコメント。
  - 初回プレス分には限定特典としてねこんぱんのステッカー封入。
- 落花流水 バラエティCD - 2009年8月26日 品番 rakka-01
  - 内容：ドラマCD未収録短編ドラマ1本・キャラクターソング（秋穂＆水夏）1曲収録